# ケフェウス座シータ星
ケフェウス座シータ星(θ Cephei)は、ケフェウス座にある、スペクトル分類A7、4等級の恒星である。白く輝く分光連星で、地球からは約206光年離れている。連星の軌道周期は840.6日で、軌道離心率は0.03である。ケフェウス座イータ星とともに、Al Kidrという固有名を持つ。
中国語では、「天の鉤」という意味の天鈎は、ケフェウス座4番星、HD 194298、ケフェウス座イータ星、ケフェウス座アルファ星、ケフェウス座クシー星、ケフェウス座26番星、ケフェウス座イオタ星及びケフェウス座オミクロン星からなるアステリズムである。ケフェウス座シータ星はこのアステリズムの3番目の星であり、天鈎三と呼ばれる。